# Phthonoloba bracteola
Phthonoloba bracteola là một loài bướm đêm trong họ Geometridae.